# Вулиця Єрошенка (Севастополь)
Вулиця Єрошенка — вулиця в Гагарінському районі Севастополя, між площею 50-річчя СРСР і Стародавньою вулицею.

## З історії

Анотаційна дошка вулиці Єрошенка

5 травня 1975 року у зв'язку з 30-річчям Перемоги у радянсько-німецькій війні частину вулиці Стародавньої виділено в самостійну і названа вулицею Єрошенка. Анотаційна дошка вулиці встановлена на будинку № 1.